# Abdul-Malik al-Huthi
Abdul-Malik Badreddin al-Huthi (arabisch عبد الملك الحوثي, DMG ʿAbd al-Malik al-Ḥūṯī; * 22. Mai 1979 im Gouvernement Saʿda) ist ein jemenitischer Politiker, der als Führer der Revolutionsbewegung Ansar Allah (Huthis) fungiert. Seine Brüder Yahia Badreddin al-Huthi und Abdul-Karim Badreddin al-Huthi sind ebenfalls Führer der Gruppe, ebenso wie es sein verstorbener Bruder Hussein Badreddin al-Huthi war. Enger Verbündeter ist sein Schwager Mahdi al-Maschat. Al-Huthi gehört zu den führenden Figuren eines Aufstands, der in der Region Saʿda im Nordjemen seinen Anfang nahm und von 2004 bis heute andauert. Der Aufstand wurde aufgrund der Führung durch seine Familie als Huthi-Konflikt bezeichnet.

## Leben
Al-Huthi wurde 1979 im Nordjemen als Mitglied des al-Huthi-Stammes geboren. Sein Vater Badreddin al-Huthi war ein Kleriker der jemenitischen Minderheit der Zaiditen. Abdul-Malik al-Huthi war der jüngste von acht Brüdern. Sein älterer Bruder, Hussein Badreddin al-Huthi, war politisch aktiv und Mitglied des jemenitischen Parlaments sowie ein prominenter Kritiker des ehemaligen jemenitischen Präsidenten Ali Abdullah Saleh. Hussein gründete die Bewegung Ansar Allah, um die Interessen der Zaiditen zu fördern, sich gegen die im Jemen herrschenden Unterdrückung zu erheben und um Bildungs- und Sozialdienste einzurichten. Nachdem Hussein al-Huthi 2004 getötet wurde, übernahm Abdul-Malik als Nachfolger die Kontrolle über die Bewegung. Enger Verbündeter und Schwager Al-Huthis ist der seit 2018 amtierende Defacto-Staatschef des Nordjemen Mahdi al-Maschat, der offiziell den Staatsapparat kontrolliert in jenen Gebieten, die von der Huthi-Bewegung gehalten werden.
Laut Berichten soll Al-Huthi bei einem Luftangriff im Dezember 2009 schwer verletzt worden sein, eine Behauptung, die von einem Sprecher zurückgewiesen wurde. Am 26. Dezember 2009, zwei Tage nach einem schweren Luftangriff der saudischen Luftwaffe, wurde behauptet, Al-Huthi sei getötet worden. Dies wurde jedoch von den Huthis widerlegt, da sie daraufhin Videos veröffentlichten, die zeigten, dass er noch lebte.
Al-Huthi sprach am 20. Januar 2015 im jemenitischen Fernsehen in einer Rede am späten Abend, nachdem ihm treue Milizen den Präsidentenpalast besetzt und die Privatresidenz von Präsident Abed Rabbo Mansur Hadi in Sanaa angegriffen hatten. Er forderte Hadi auf, Reformen durchzuführen, um der Huthi-Bewegung mehr Einfluss auf die Regierung zu geben. Obwohl zunächst berichtet wurde, dass Hadi den Forderungen von al-Huthi nachgab, trat der Präsident am 22. Januar von seinem Amt zurück und erklärte, der politische Prozess sei „in eine Sackgasse geraten“. Der UN-Sicherheitsrat verhängte daraufhin Sanktionen gegen al-Huthi.
Laut Berichten sollen die Huthi unter seiner Führung einen theokratischen Staat nach Vorbild des Iran in den von ihnen besetzten Gebieten etabliert haben.